# Blood on the Dance Floor (sang)
"Blood on the Dance Floor" er en hit-single fra 1997 af Michael Jackson fra albummet af samme navn. Nummeret var nummer1 på adskillige hitlister, bl.a. på den britiske. Nummeret klarede sig knap så godt i USA, hvor Michael Jackson på dette tidspunkt havde et skidt rygte. 

## Baggrund
"Blood on the Dance Floor" omhandler Michael Jacksons flirt med en farlig kvinde, der er attraktiv og flirtende, men dybest set kun er ude på at såre og endda slå ihjel... på dansegulvet. Som i mange af Jacksons andre sange er denne kvindes navn Suzie. 
Michael Jackson dedikerede sangen til Elton John som tak for hans støtte til under Jacksons voldsomme pillemisbrug i 1990'erne. 

## Musikvideo
Musikvideoen til "Blood on the Dance Floor" begynder med en kniv der kastes og sætter sig fast i en seddel med navnet 'Suzie'. Herefter indtager Michael Jackson, med hestehale og rødt jakkesæt, en natklub og sætter sig for at betragte danserne. Han kommer dog selv ud på dansegulvet, og sådan fortsætter musikvideoen.
| Musik | Spire Denne musikartikel er en spire som bør udbygges. Du er velkommen til at hjælpe Wikipedia ved at udvide den. |